# Castedo (Torre de Moncorvo)
Castedo is een plaats (freguesia) in de Portugese gemeente Torre de Moncorvo en telt 275 inwoners (2001).